# Nationalpark Bayerischer Wald
Nationalpark Bayerischer Wald este o arie protejată (arie specială de conservare — SAC, sit de importanță comunitară — SCI) din Germania întinsă pe o suprafață de 24.360,2 ha, integral pe uscat.

## Localizare
Centrul sitului Nationalpark Bayerischer Wald este situat la coordonatele 48°59′41″N 13°23′20″E / 48.9947°N 13.3889°E.

## Înființare
Situl Nationalpark Bayerischer Wald a fost declarat sit de importanță comunitară în martie 2001 pentru a proteja 1 specie de plante și 7 specii de animale. Situl a fost protejat și ca arie specială de conservare în aprilie 2016.

## Biodiversitate
Situată în ecoregiunea continentală, aria protejată conține 21 de habitate naturale: Lacuri și iazuri distrofice naturale, Cursuri de apă de la nivel de câmpie la nivel montan, cu vegetație Ranunculion fluitantis și Callitricho-Batrachion, Pajiști uscate europene, Tufărișuri cu Pinus mugo și Rhododendron hirsutum (Mugo-Rhododendretum hirsuti), Formațiuni ierboase bogate în specii de Nardus, dezvoltate pe substraturi silicioase în zone montane (și în zone submontane, în Europa continentală), Pajiști cu Molinia pe soluri calcaroase, turboase sau argilos-nămoloase (Molinion caeruleae), Liziere de ierburi înalte hidrofile de câmpie și de nivel montan până la alpin, Fânețe montane, Turbării active, Mlaștini oligotrofe degradate, capabile încă de regenerare naturală, Mlaștini turboase de tranziție și turbării mișcătoare, Mlaștini alcaline, Grohotișuri silicioase de la nivelul montan până la nivelul zăpezii (Androsacetalia alpinae și Galeopsietalia ladani), Pante stâncoase silicioase cu vegetație casmofită, Păduri de fag Luzulo-Fagetum, Păduri de fag Asperulo-Fagetum, Păduri de fag subalpine medio-europene cu Acer și Rumex arifolius, Păduri pe pante, grohotișuri și ravene de Tilio-Acerion, Mlaștini împădurite, Păduri aluvionare cu Alnus glutinosa și Fraxinus excelsior (Alno-Padion, Alnion incanae, Salicion albae), Păduri acidofile de Picea de la nivel montan la nivel alpin (Vaccinio-Piceetea).
La baza desemnării sitului se află mai multe specii protejate:
- plante (1): mușchi (Dicranum viride)
- mamifere (5): liliac cârn (Barbastella barbastellus), vidră de râu (Lutra lutra), râs eurasiatic (Lynx lynx), liliac cu urechi mari (Myotis bechsteinii), liliac comun (Myotis myotis)
- nevertebrate (2): libelule (Leucorrhinia pectoralis), phengaris nausithous (Maculinea nausithous)

Pe lângă speciile protejate, pe teritoriul sitului au mai fost identificate 7 specii de mamifere.